# ウルティモ・ドラゴン
ウルティモ・ドラゴン（Último Dragón、本名：浅井 嘉浩（あさい よしひろ）、1966年12月12日 - ）は、日本の男性覆面レスラー。愛知県名古屋市港区出身。DRAGON GATE所属。プロレスラーの奥田啓介は甥。血液型B型。
日本だけでなくアメリカ合衆国やメキシコでも著名な存在。得意技の1つ「ラ・ケブラーダ」はアメリカプロレス界では「アサイ・ムーンサルト」と呼ばれているが、技名は自身の本名「浅井」から取られている。
ザ・グレート・サスケ、スペル・デルフィンと並びジャパニーズ・ルチャの立役者の1人。

## 来歴
小学校3年生時にテレビのプロレス中継番組でアントニオ猪木を見たことと、その頃猪木の側にいた佐山サトルに憧れ、プロレスに興味を持つ。
名古屋市立工業高等学校卒業後、新日本プロレスの入門テストを受け、体力テストはクリアするも履歴書に178cmと身長を記入していたことが、ばれて（実際は170cmしかない）体が小さいことを理由に不合格となるが、その熱意は認められていた。その後は日本ボディービルセンターの会長のもとで手伝いをしながら会長から山本小鉄に紹介してもらい、道場で練習してもよいと許可をもらい、半年ほど道場に通い続ける。「小鉄の内弟子」というポジションで山本と関わったことからジャパン女子プロレス旗揚げ戦を観戦しにメキシコから来日したUWAのカルロス・マイネスと遭遇し、その際に山本にメキシコ行きを直訴、山本がUWA側とコンタクトを取り、浅井はメキシコに渡ることとなる。
1987年にメキシコに渡り、5月13日、イルタゴ州バチューカのUWAのアレナ・アフォシオンにてデビュー。対戦相手はロス・ミッショネロス・デ・ラ・ムエルテ。パートナーは畑浩和、佐野直喜。1988年7月29日には、当時の最年少記録でUWA世界ウェルター級王座を獲得。
1990年、ユニバーサル・プロレスリングの旗揚げに参加してエースとして団体を引っ張る。
1991年10月18日、EMLLに移籍して覆面レスラー「ウルティモ・ドラゴン」としてアレナ・メヒコに登場。10月24日、EMLLがWWFと提携関係にあったことから、日本でもWWFと業務提携していたSWSと契約。12月12日、SWS東京ドーム大会に参戦、これがウルティモ・ドラゴンに転身後において日本初試合となった。
1992年のSWS崩壊後はWARに入団し、11月22日、新日本プロレスのIWGPジュニアヘビー級王座を獲得、1993年の年明け1992年度プロレス大賞「技能賞」を受賞。1994年11月にはNWA世界ミドル級王座を獲得。
1996年よりWCWに進出、10月11日、WAR大阪大会にてIWGPジュニア王座を含むジュニア8冠王者となり、10月28日には天龍源一郎と荒谷信孝をパートナーにWAR認定世界6人タッグ王座も獲得している。この頃はメキシコ・アメリカ・日本と国内外で活動、1997年2月1日、WCWと正式契約を結び、4月にWCW世界TV王座を12月にはWCW世界クルーザー級王座を獲得。一方で5月には後述のプロレス学校設立。
1998年7月ごろ、WCWでの試合にて負傷した左肘関節のため7月22日にアメリカで手術を受けるが失敗してしまい神経を損傷、レスラー生命の危機となる（現在でも後遺症で握力が小学生並しかなく、左手首を引きつける動きができない）。8月の闘龍門自主興行で無期限欠場を発表。
1997年にメキシコ・ナウカルパン市にルチャドール養成学校「ウルティモ・ドラゴン・ジム」を設立、闘龍門の旗揚げ戦を行った。1999年、兵庫県神戸市中央区に闘龍門JAPANを設立。
2002年11月12日にメキシコ・イルダゴ州パチューカにて現役復帰し、12月20日の闘龍門後楽園大会で日本復帰戦を行った。
2003年5月に闘龍門にてCIMAとの師弟対決を終えると、6月24日、WWE正式デビュー、2004年にはレッスルマニア20に出場、その後4月13日にWWEを退団し、7月以降は、みちのくプロレスに参戦、7月18日、新崎人生をパートナーに初代東北タッグ王者となる。7月4日に闘龍門JAPANが団体名をDRAGON GATEに改称して闘龍門から独立すると、個人で2度の自主興行を後楽園ホールで行う。10月14日にはウルティモ・ドラゴンのキャラクターを封印すると宣言。
2005年より2代目ザ・タイガーに変身して活動した。しかし2006年にはウルティモ・ドラゴンを復活させる。
2008年11月、ドラディションに参戦しNWAインターナショナルジュニアヘビー級王座を獲得。またこの頃ヨーロッパのNWEに参戦しイタリアやフランスで試合を行っていた。
2010年、封印扱いにしていたNWAインターナショナル・ジュニアヘビー級王座を復活させこれを獲得、同王座は2012年にも3度目の王座を獲得。12月13日、みちのくプロレスにて気仙・沼ジローラモをパートナーに東北タッグ王座を獲得。
2013年12月15日、全日本プロレスにて世界ジュニアヘビー級王座を獲得。
2015年には金丸義信をパートナーにアジアタッグ王座を獲得（金丸の全日本退団により王座返上）。
2017年5月27日、アレナ・メヒコで開催されたデビュー30周年記念大会において、在メキシコ日本大使からプロレスを通じた日墨親善活動を称えられて在外公館公館長表彰を受けた。
2019年7月21日、吉野正人による熱い呼びかけに応える形でDRAGON GATEに初参戦。その後もDRAGON GATEに継続参戦していた。9月29日、最高顧問及び特別契約選手としてDRAGON GATEに入団。
2024年6月、プロレスを通じたメキシコ文化のPRが評価され、メキシコ政府から表彰された。

## 得意技
メキシコ仕込みのルチャリブレ殺法を日本に持ち込み、自身も得意とする傍ら日本式スープレックスやカンフーをモチーフにしたキックをメキシコやアメリカで披露している。ここでは代表的な技のみを列挙している。

### フィニッシュ・ホールド
アサイDDT
旧名：ドラゴン・カッター。復帰後のフィニッシュ・ホールド。
エース・クラッシャーのように相手を背にして首を腕で捕らえ、後方に回転して落とすリバースDDTで、技が決まった際の形が両膝を着く形と尻餅を着く形の2パターン存在する。
アサイ・ムーンサルト
ロープの反動を利用したムーンサルト・アタック。
素顔の浅井時代からのフェイバリット・ムーブであり、メキシコで習得し日本、アメリカに持ち込んだ代表的な存在で、メキシコを除く海外では「アサイ・ムーンサルト」と呼称される。バリエーションは以下の通りである。
ジャンピング・ボム
ランニング式も使用。

### 飛び技
ラ・ケブラーダ
ラ・ブファドーラ
カンクーン・トルネード

### 組み技
ドラゴン・シュタイナー
相手の背後からミステリオ・ラナのように捻りを加えて放つ雪崩式フランケンシュタイナー。

### 絞め技
ドラゴン・スリーパー
一時期は決め技としても使用していた。

### 投げ技
マヤ式ジャーマン・スープレックス
ジャーマンで投げた後に後転してレッグ・ロール・クラッチでホールドする。
アステカ・スープレックス
クロスアーム・スープレックスと同型。

### フォール技
ラ・マヒストラル
カウンターで見舞うカニ挟みから入る独特の連携を見せることもある。
軽量級選手を中心に流行技の契機となった使い手の一人。

### 打撃技
コンビネーションキック
右ローキック→左ミドルキック→ローリング・ソバットからなるコンビネーションキック。

### その他
ヘッドシザーズ・ホイップ
頭点倒立の状態から相手の首を脚で捕まえひねって投げる。

## タイトル歴
CMLL
- 第78代、第80代NWA世界ミドル級王座

UWA
- 第17代、第19代、第22代、第24代、第26代UWA世界ミドル級王座
- 第12代UWA世界ウェルター級王座

新日本プロレス
- 第20代、第28代IWGPジュニアヘビー級王座
- 第36代NWA世界ウェルター級王座
- 第28代UWA世界ジュニアライトヘビー級王座
- 第7代英連邦ジュニアヘビー級王座

WAR
- 第13代WAR世界6人タッグ王座（パートナーは天龍源一郎、荒谷信孝）
- 第3代、第5代インターナショナルジュニアヘビー級王座

WCW
- WCW世界TV王座
- WCWクルーザー級王座

みちのくプロレス
- 初代、第18代東北タッグ王座（パートナーは新崎人生→気仙・沼ジローラモ）

全日本プロレス
- 第36代、第45代世界ジュニアヘビー級王座
- 第97代アジアタッグ王座（パートナーは金丸義信）

プロレスリング・ノア
- ディファカップ優勝（2003年）（パートナーはYOSHINO）

闘龍門MEXICO
- 第20代、第23代NWAインターナショナル・ジュニアヘビー級王座
- スズキカップ優勝（2007年、2008年）（パートナーは佐々木健介、マルコ・コルレオーネ→アレックス・コズロフ、マルコ・コルレオーネ）
- ヤマハカップ優勝（2008年、2012年）（パートナーは吉江豊→アンヘリコ）

プロレス大賞
- 技能賞（1992年）

以下は第2代ジュニア8冠王座として戴冠。
- 第28代IWGPジュニアヘビー級王座
- 第7代インターナショナルジュニアヘビー級王座
- 第85代NWA世界ジュニアヘビー級王座
- 第38代NWA世界ウェルター級王座
- 第29代WWFライトヘビー級王座
- 第30代UWA世界ジュニアライトヘビー級王座
- 第9代WWA世界ジュニアライトヘビー級王座
- 第9代英連邦ジュニアヘビー級王座

その他
- 連邦区トリオ王座

## 入場曲
- Separados（LUIS MIGUEL）
- Dragon - WWE時代に使用していた。

## タイガーマスクへのこだわり
『週刊ゴング』2004年9月15日号に掲載された「マスクコレクション特集」でウルティモ・ドラゴンが取り上げられた際に、このキャラクターの誕生秘話を、「ドラゴン＝浅井」とオファーを出したアントニオ・ペーニャ（当時のEMLL企画部長）が証言している。EMLLからのオファーは浅井をマスクマンとして使うというものであり、少年時代から初代タイガーマスクである佐山聡に憧れていた浅井は、ここで夢を実現すべく「タイガーマスクになりたい（当時、2代目タイガーマスクの三沢光晴がマスクを脱いでおり、3代目は、まだいなかった）」と希望を出していた。結局、メキシコ人の日本人に対するイメージは虎ではなく龍であることを重視して、新キャラクターである「ウルティモ・ドラゴン」となった。しかし、その後も浅井はメキシコではドラゴン、日本（SWS）ではタイガーマスクと言うプランを考えていたが、ザ・グレート・カブキのアドバイスでドラゴン一本にしたとのことである。それから14年後、リアルジャパンプロレスで念願のタイガーマスク（2代目ザ・タイガー）となっている。

## テレビ出演
- 『遠くにありて にっぽん人 正義の戦士 リンクにたつ～メキシコ・浅井嘉浩』（NHKデジタル衛星ハイビジョン、2005年1月23日）